# 許博登山
46°30′29.2″N 8°27′11.1″E / 46.508111°N 8.453083°E

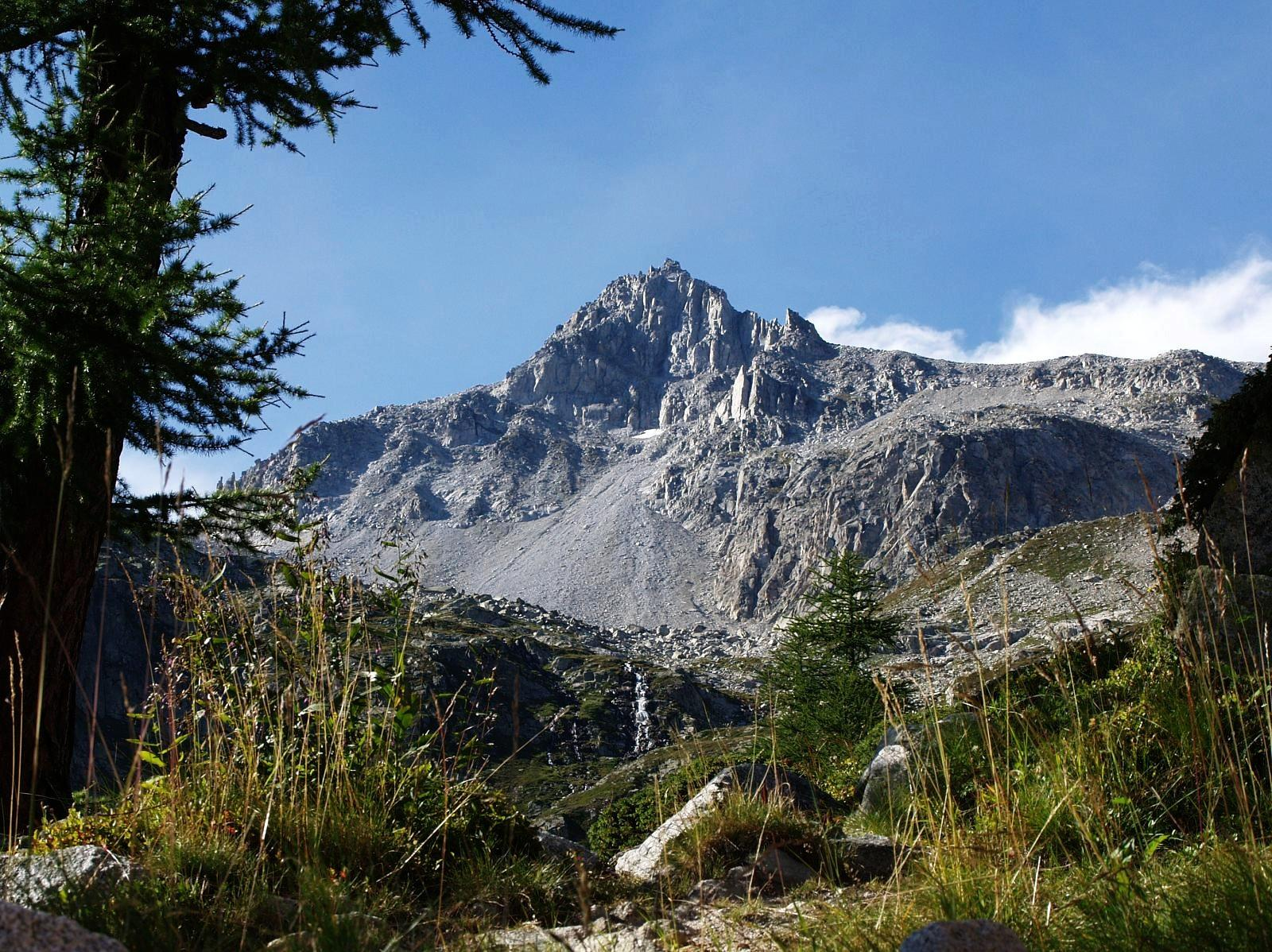

許博登山（Chüebodenhorn），是瑞士的山峰，位於該國南部，處於瓦萊州和提契諾州接壤的邊界，屬於勒蓬廷山的一部分，海拔高度3,070米，每年平均降雨量2,204毫米。